# 鳶翼龍屬
鳶翼龍屬（意為「鳶的手指」）是翼龍目翼手龍亞目梳頜翼龍超科的一屬，生存於白堊紀早期的中國遼寧省。化石是一個部份骨骼，頸椎類似神龍翼龍科，其他部分則不相似；神龍翼龍科繁盛於白堊紀晚期，具有長頸部，是群大型翼龍類。
鳶翼龍是在2008年命名，模式種是長指鳶翼龍（E. prolatus）。研究人員將鳶翼龍歸類於梳頜翼龍科，並認為牠們與神龍翼龍科的類似頸椎，是平行演化的結果。

## 外部連結
- Elanodactylus in the Pterosaur Database (accessed 2008-03-21)